# 呉市立美術館

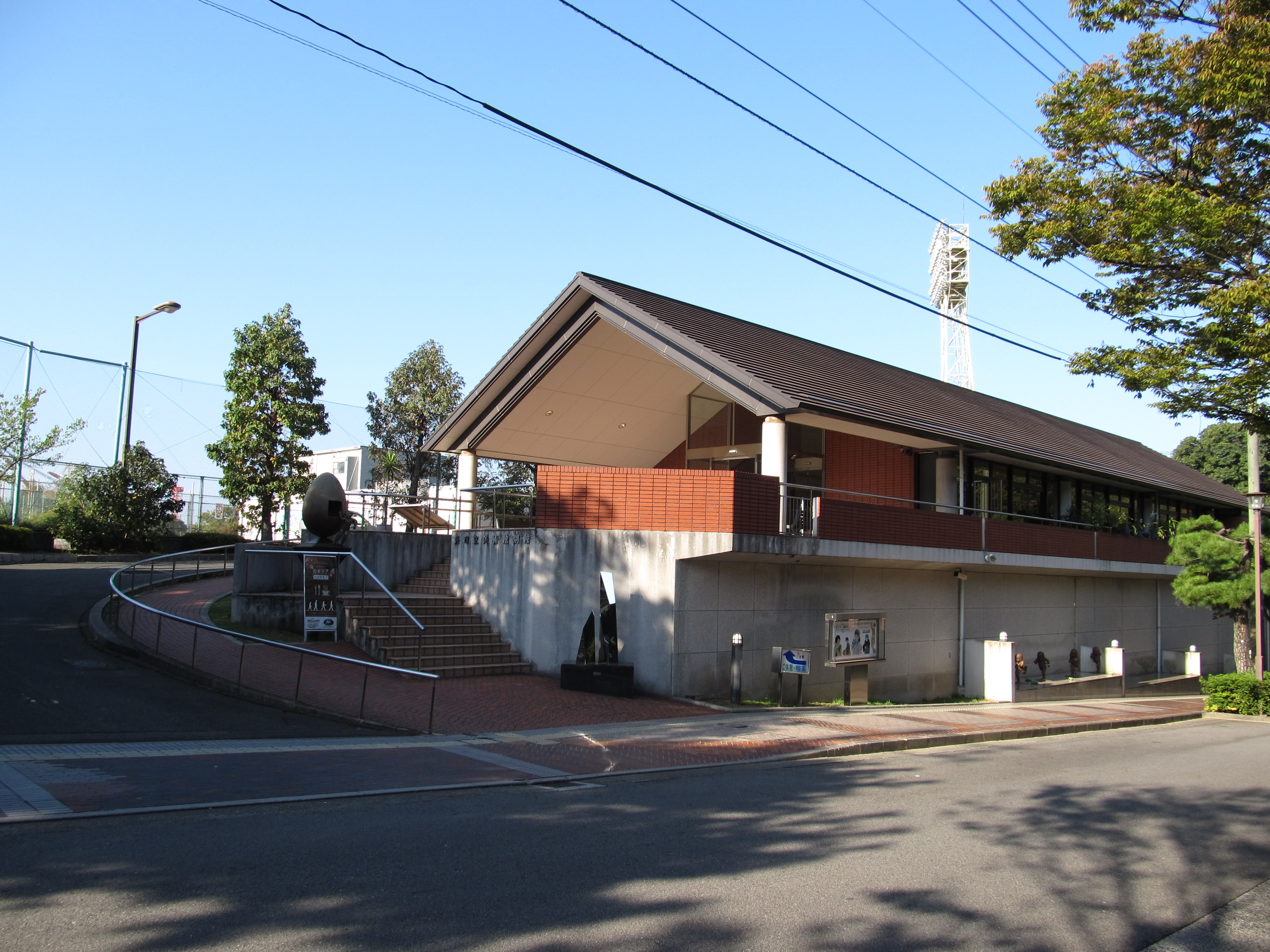
別館

呉市立美術館（くれしりつびじゅつかん）は、広島県呉市の入船山公園内にある美術館。

## 概要
呉市制施行80周年記念事業の一環として、1982年（昭和57年）8月に開館。1993年（平成5年）に収蔵庫や喫茶スペースを兼ねた別館を新築。本館は地上2階地下1階、別館は地上1階。正面の枯山水の庭、本瓦寄棟造や亀甲模様の煉瓦タイルやイタリア大理石内装など、同園内にある入船山記念館との景観を配慮し、明治期の洋風建築を模している。
また美術館に至る坂道には、1981年（昭和56年）に美術館の開館に先立って整備、1987年（昭和62年）に一般公募で「美術館通り」と呼ばれるようになった。建設省により日本の道100選、手づくり郷土賞に選ばれている。

## 主な収蔵品
- アントワーヌ・ブールデル「弓をひくヘラクレス」
- ピエール＝オーギュスト・ルノワール「麦わら帽子の少女」
- 奥田元宋「焼嶽」
- 児玉希望「雨後」
- 平山郁夫「大毗波沙国桃源境」
- 小磯良平「横たわる女」
- 南薫造「庭」

ほか地元出身芸術家の作品を中心に展示している。

## 交通アクセス
- 入船山公園#交通アクセス参照